# NGC 5350
NGC 5350 ist eine Balken-Spiralgalaxie vom Hubble-Typ SBbc im Sternbild Jagdhunde am Nordsternhimmel. Sie ist rund 107 Millionen Lichtjahre von der Milchstraße entfernt und hat einen Durchmesser von etwa 100.000 Lichtjahren. Das Objekt ist als Seyfertgalaxie klassifiziert und ein Mitglied der Galaxiengruppe um NGC 5353, auch Hickson Kompakt Gruppe 68 genannt. Ihr gehören unter anderem die Galaxien NGC 5311, NGC 5313, NGC 5355 und NGC 5358 an.
Entdeckt wurde das Objekt am 14. Januar 1788 von William Herschel.